# 蒙多夫
蒙多夫（法語：Mondorff，法語發音：[mɔ̃dɔʁf]；洛林法兰克语：Munnerëf）是法国摩泽尔省蒂永维尔区的一个市镇，位于该省北部，与卢森堡蒙多夫莱班接壤。

## 地理
蒙多夫（49°30'12"N, 6°16'16"E）面积3.84 平方千米，位于法国大東部大區摩泽尔省，该省份为法国东北部内陆省份，是洛林的一部分，西南接默尔特-摩泽尔省，东临下莱茵省，北与卢森堡和德国接壤。
与蒙多夫接壤的市镇（或旧市镇、城区）包括：皮特朗日-莱蒂永维尔、下伦根。
蒙多夫的时区为UTC+01:00、UTC+02:00（夏令时）。

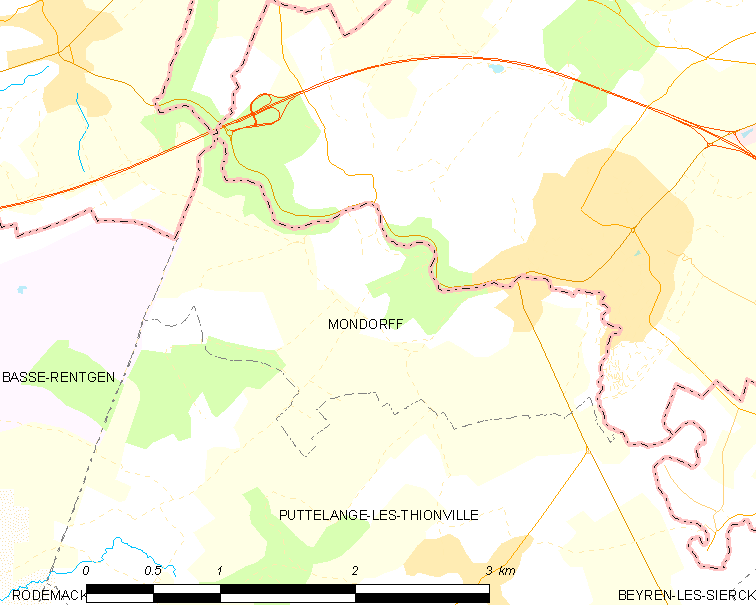
蒙多夫的OSM定位图

## 行政
蒙多夫的邮政编码为57570，INSEE市镇编码为57475。

## 政治
蒙多夫所属的省级选区为于茨县。

## 人口

1962-2008年间蒙多夫人口变化图示

蒙多夫于2022年1月1日时的人口数量为582人。